# Sylvia Anderson (Regisseurin)
Sylvia Beatrice Anderson, geborene Thomas, geschiedene Brooks, geschiedene Thamm (25. März 1927 in London; † 15. März 2016 in Bray, Berkshire, England) war eine britische Filmregisseurin und -produzentin. Ihre bekannteste Schöpfung ist die Marionette Lady Penelope aus der Fernsehserie Thunderbirds; ein Charakter, der nach ihrem Aussehen gestaltet wurde und dem sie ihre Stimme lieh. Von 1960 bis 1981 war Sylvia mit Gerry Anderson verheiratet, behielt nach der Scheidung jedoch ihren Namen bei. Sie lebte bis zu ihrem Tod in Bray.

## Leben
Sylvia Thomas studierte in den 1940er Jahren an der London School of Economics. Nach dem Abschluss zog sie mit ihrem ersten Ehemann, dem Golfspieler Jack Brooks, in die Vereinigten Staaten und war dort als Sozialarbeiterin tätig. Aus der Ehe stammt eine Tochter. 1952 heiratete sie George Thamm, von dem sie ebenfalls geschieden wurde. Nach der Scheidung kehrte sie nach England zurück.
1957 begann Sylvia als Sekretärin bei Polytechnic Films, wo sie Gerry Anderson kennenlernte. Kurz darauf trat sie mit Gerry und anderen Künstlern in die von Anderson mitgegründete Firma AP Films als Produktionsassistentin ein. Während der Dreharbeiten zu Torchy the Battery Boy entwickelte sich zu Anderson eine Beziehung; 1960 heiratete das Paar.
Sylvia war an allen Film- und Fernsehproduktionen von AP Film und 21 Century bis 1977 beteiligt und meist für die Charakterentwicklung und das Kostümdesign zuständig. Höhepunkt ihres künstlerischen Schaffens war die Kreation des Charakters Lady Penelope, dem Inbegriff einer britischen Lady, kombiniert mit den technischen Möglichkeiten eines James Bond und auch als weiblicher Gegenentwurf zu diesem gedacht.  
1975 trennte sich das Paar; aus der Ehe entstammte ein Sohn. 1976 war Sylvia an der Produktion der britisch-deutschen Science-Fiction-Fernsehserie Die Mädchen aus dem Weltraum beteiligt. Sie arbeitete 30 Jahre lang als Talentscout für Home Box Office und war 2004 Beraterin bei der Thunderbird-Spielfilmadaption Thunderbirds. 

## Filmografie
- 1957–1958: The Adventures Of Twizzle (Fernsehserie) (PA)
- 1958–1959: Torchy the Battery Boy (Fernsehserie) (PA)
- 1959–1960: Four Feather Falls (Fernsehserie) (C)
- 1960: Crossroad to Crime (C)
- 1961–1962: Supercar (Fernsehserie) (A, S)
- 1962: Fireball XL5 (Fernsehserie) (A, S)
- 1963: Kommando Stingray (Fernsehserie) (A, S, P)
- 1964–1966: Thunderbirds (Fernsehserie) (A, S, K)
- 1966: Feuervögel startbereit (A, S, P)
- 1967: Captain Scarlet und die Rache der Mysterons (A, S)
- 1967–1968: Joe 90 (Fernsehserie) (A, S)
- 1968–1969: The Secret Service (Fernsehserie) (A, S)
- 1968: Thunderbird 6 (A, S, P)
- 1969–1970: UFO - (Fernsehserie) (A, K)
- 1969: Unfall im Weltraum (A, P)
- 1972–1974: Kein Pardon für Schutzengel (Fernsehserie)
- 1973–1976: Mondbasis Alpha 1 (Fernsehserie) (A)
- 1973: The Investigator (A, S)
- 1976: Alien Attack - Die Außerirdischen schlagen zu (A)
- 1976: Black Sun - Der Todesplanet greift ein (A, P)
- 1978: Angriff auf Alpha 1 - Die tödliche Gefahr aus dem Weltraum (A)
- 1980: Captain Scarlet vs. the Mysterons (A)
- 1980: The Incredible Voyage of Stingray (A)
- 1981: Invaders from the Deep (P)
- 1981: Revenge of the Mysterons from Mars (A)

A: als Autorin, S: als Sprecherin, P: als Produzentin, K: als Kostümdesignerin, C: Continuity (Autorenassistenz), PA: als Produktionsassistentin